# Joel Embiid
Joel Hans Embiid (Yaoundé, 1994. március 16. –) olimpiai bajnok kameruni-francia amerikai válogatott, NBA MVP-kosárlabdázó, aki jelenleg a Philadelphia 76ers játékosa a National Basketball Associationben (NBA). Egyetemen a Kansas Jayhawks játékosa volt, a 2014-es NBA-drafton a 76ers a harmadik helyen választotta. Több sérülésben is szenvedett, ennek következtében debütálni csak a 2016–2017-es szezonban tudott, mikor az Év első újonc csapatába választották, annak ellenére, hogy csak 31 mérkőzést játszott. Hétszeres NBA All Star.

## Fiatalkora
Joel Hans Embiid 1994. március 16-án született Yaoundéban, Kamerunban, a katona Thomas Embiid és Christine gyermekeként. Röplabdázott és futballozott is és eredetileg Európában tervezett profi röplabdázónak lenni, mielőtt 15 évesen kosárlabdázni kezdett. Játékát ekkor Hakeem Olajuwon stílusáról mintázta. Embiidet Luc Mbah a Moute, NBA-játékos fedezte fel egy táborban. A nigériai játékos a mentora lett és 16 éves korában az Egyesült Államokba költözött.
A Montverde Academyben kezdett el játszani, de egy év után iskolát váltott, kevés játékidő miatt. Utolsó évében floridai iskolájával állami bajnok lett. 2012 novemberében kezdett a Kansasi Egyetemen.

## Statisztikák

### Egyetem
| Év      | Csapat | JM | KM | JP/M | MG%  | 3P%  | BD%  | LP/M | GP/M | L/M | B/M | P/M  |
| ------- | ------ | -- | -- | ---- | ---- | ---- | ---- | ---- | ---- | --- | --- | ---- |
| 2013–14 | Kansas | 28 | 20 | 23.1 | .626 | .200 | .685 | 8.1  | 1.4  | .9  | 2.6 | 11.2 |

### NBA

#### Alapszakasz
| Év        | Csapat             | JM  | KM  | JP/M | MG%  | 3P%  | BD%  | LP/M | GP/M | L/M | B/M | P/M   |
| --------- | ------------------ | --- | --- | ---- | ---- | ---- | ---- | ---- | ---- | --- | --- | ----- |
| 2016–2017 | Philadelphia 76ers | 31  | 31  | 25.4 | .466 | .367 | .783 | 7.8  | 2.1  | 0.9 | 2.5 | 20.2  |
| 2017–2018 | Philadelphia 76ers | 63  | 63  | 30.3 | .483 | .308 | .769 | 11.0 | 3.2  | 0.6 | 1.8 | 22.9  |
| 2018–2019 | Philadelphia 76ers | 64  | 64  | 33.7 | .484 | .300 | .804 | 13.6 | 3.7  | 0.7 | 1.9 | 27.5  |
| 2019–2020 | Philadelphia 76ers | 51  | 51  | 29.5 | .477 | .331 | .807 | 11.6 | 3.0  | 0.9 | 1.3 | 23.0  |
| 2020–2021 | Philadelphia 76ers | 51  | 51  | 31.1 | .513 | .377 | .859 | 10.6 | 2.8  | 1.0 | 1.4 | 28.5  |
| 2021–2022 | Philadelphia 76ers | 68  | 68  | 33.8 | .499 | .371 | .814 | 11.7 | 4.2  | 1.1 | 1.5 | 30.6* |
| 2022–2023 | Philadelphia 76ers | 66  | 66  | 34.6 | .548 | .330 | .857 | 10.2 | 4.2  | 1.0 | 1.7 | 33.1* |
| 2023–2024 | Philadelphia 76ers | 39  | 39  | 33.6 | .529 | .388 | .883 | 11.0 | 5.6  | 1.2 | 1.7 | 34.7  |
| 2024–2025 | Philadelphia 76ers | 19  | 19  | 30,2 | .444 | .299 | .882 | 8,2  | 4,5  | 0,7 | 0,9 | 23,8  |
| Összesen  | Összesen           | 452 | 452 | 31.9 | .501 | .339 | .828 | 11.0 | 3.7  | 0.9 | 1.6 | 27.7  |
| All Star  | All Star           | 5   | 5   | 26.1 | .623 | .440 | .750 | 9.4  | 1.2  | 0.6 | 0.8 | 23.8  |

#### Rájátszás
| Év       | Csapat             | JM | KM | JP/M | MG%  | 3P%  | BD%  | LP/M | GP/M | L/M | B/M | P/M  |
| -------- | ------------------ | -- | -- | ---- | ---- | ---- | ---- | ---- | ---- | --- | --- | ---- |
| 2018     | Philadelphia 76ers | 8  | 8  | 34.8 | .435 | .276 | .705 | 12.6 | 3.0  | 0.9 | 1.9 | 21.4 |
| 2019     | Philadelphia 76ers | 11 | 11 | 30.4 | .428 | .308 | .822 | 10.5 | 3.4  | 0.7 | 2.3 | 20.2 |
| 2020     | Philadelphia 76ers | 4  | 4  | 36.2 | .459 | .250 | .814 | 12.3 | 1.3  | 1.5 | 1.3 | 30.0 |
| 2021     | Philadelphia 76ers | 11 | 11 | 32.4 | .513 | .390 | .835 | 10.5 | 3.4  | 1.0 | 1.5 | 28.1 |
| 2022     | Philadelphia 76ers | 10 | 10 | 38.5 | .484 | .212 | .820 | 10.7 | 2.1  | 0.4 | 0.8 | 23.6 |
| 2023     | Philadelphia 76ers | 9  | 9  | 37.3 | .452 | .208 | .910 | 10.0 | 2.9  | 0.8 | 2.8 | 24.8 |
| 2024     | Philadelphia 76ers | 6  | 6  | 41.4 | .444 | .333 | .859 | 10.8 | 5.7  | 1.2 | 1.5 | 33.0 |
| Összesen | Összesen           | 59 | 59 | 35.3 | .459 | .289 | .828 | 10.9 | 3.1  | 0.8 | 1.7 | 24.9 |

## Magánélet
Fiatalabb testvére, Arthur 2014. október 16-án elhunyt Kamerunban egy autóbalesetben. Van egy húga is, Muriel. Angol mellett beszél franciául és baszául is. 2018 óta kapcsolatban él a brazil Anne de Paulával. 2020 szeptemberében született meg első gyermekük.
2021 márciusában Embiid 100 ezer dollárt adományozott különböző hajléktalanszállóknak Philadelphiában. Bejelentése után csapata megduplázta az adományokat.

## Díjak

### NBA
- NBA Most Valuable Player (2023)
- 7× NBA All-Star (2018–2024)
- 3× All-NBA Második csapat (2018, 2019, 2021)
- 3× NBA All-Defensive Második csapat (2018, 2019, 2021)
- NBA Első újonc csapat (2017)

### Egyetem
- All-Big 12 Második csapat (2014)
- Big 12 Az év védekező játékosa (2014)
- Big 12 All-Defensive Csapat (2014)
- Big 12 All-Newcomer Csapat (2014)